# Phymaturus roigorum
Phymaturus roigorum — вид ігуаноподібних ящірок родини Liolaemidae. Ендемік Аргентини.

## Поширення і екологія
Phymaturus roigorum мешкають в горах Сьєрра-Невада, Ла-Паюнья і Маларгуе в провінції Мендоса та в горах Аука-Мауїда в провінції Неукен. Вони живуть серед скель, на висоті від 1500 до 2300 м над рівнем моря. Живляться рослинністю, є живородними.